# Aris Wiedijk
Aris Wiedijk (Barsingerhorn, 21 januari 1903 – 19 januari 1966) was een Nederlands politicus.
Hij werd geboren als zoon van Jan Wiedijk (1877-1954; kaasmaker) en Antje Vel (1878-19??). Hij was aanvankelijk boekhouder en werd in 1954 burgemeester van Barsingerhorn. Daarnaast was hij van 1961 tot 1965 voorzitter van de Nederlandse Kolfbond. Begin 1966 overleed hij kort voor zijn 63e verjaardag. In Barsingerhorn is naar hem de 'Burgemeester Aris Wiedijkstraat' vernoemd.